# Aramateix
Aramateix és un grup de música creat el 2006 arran de la separació de Brams que combina el rock amb una secció de vents formada per tible, tenora, trombó i trompeta.

## Història
L'any 2006 surt a la venda el disc Aramateix on, a més de cançons pròpies del grup i una versió del tema Manfred de Joan Isaac, hi apareixen versions musicades de poemes de Miquel Martí i Pol, Pere Quart i Joan Salvat Papasseit. L'any 2007 surt a la venda l'àlbum Energia Aborigen únicament en botigues digitals i compost per quatre temes. El maig del 2008 inicien la gira "Moragues/Basset 300 anys Tour", i el segon disc surt a la venda el novembre del mateix any. Dins la mateixa gira, el grup viatja fins a Grècia, on fa dos concerts, a Atenes i Patres. A finals de 2009 el grup anuncia la suspensió indefinida de totes les activitats.

## Discografia
1. | • Aramateix (2006)                                                                                                                                                                                                               |
| --- |
| 1. Bé 2. Quatre banderes 3. Ara no es fa prô jo encara ho faria 4. D'aquí no em moc 5. I tu què vols? 6. Si vols parlem del temps 7. Desoir el toc 8. Merda pels vius 9. Funcionari 10. Manfred 11. ZR-19, llibre d'instruccions |
2. | • Energia aborigen (2007)                                         |
| ----------------------------------------------------------------- |
| 1. On vas, Ulisses? 2. Veïna 3. 25 d'abril 4. El vol del xoriguer |
3. | • 300 anys (2008)                                                                                                                                                                                                                                                      |
| --- |
| 1. [Introducció] El General 2. 300 anys 3. Mal d'Almansa 4. Plany 5. El pont de Mostar 6. Avel·lina 7. Manifest taverner 8. Guita xica 9. El vol del xoriguer 10. [Mitja part] Nosaltres som 11. Senzillament 12. Lluitadors 13. 25 d'abril 14. Et cobriran de blasmes |